# 다카라즈카 가극단 57기생
다카라즈카 가극단 57기생은 1969년에 다카라즈카 음악학교에 입학, 1971년에 다카라즈카 가극단에 입단한 55명을 가리킨다.

## 개요
초무대 연목은 하나구미 공연 「꽃이 진다 진다 / 조이!」이다.

## 주요 학생

### OG
- 키타하라 치코토 : 전 하나구미 톱여역

### 현역
- 나토리 레이 : 전과 남역
- 쿄 미사 (옛 예명 : 쿄 미사코) : 전과 여역

## 일람
| 예명            | 생일      | 출신지                             | 출신 학교                        | 예명의 유래                                                      | 애칭           | 역할 | 퇴단년도 | 비고                              |
| --------------- | --------- | ---------------------------------- | -------------------------------- | ---------------------------------------------------------------- | -------------- | ---- | -------- | --------------------------------- |
| 藍園ゆか        | 10월 25일 | 효고현 고베시 히가시나다구         | 쇼인죠시가쿠인                   | 자신이 고안                                                      | 토코           | 여역 | 1980년   |                                   |
| 아이조노 유카   | 10월 25일 | 효고현 고베시 히가시나다구         | 쇼인죠시가쿠인                   | 자신이 고안                                                      | 토코           | 여역 | 1980년   |                                   |
| 晃みやび        | 5월 24일  | 에히메현 야와타하마시              | 사쿠라즈카고등학교               | 존경하는 선생님이 명명                                           | 스가짱, 가스   | 남역 | 1986년   |                                   |
| 아키라 미야비   | 5월 24일  | 에히메현 야와타하마시              | 사쿠라즈카고등학교               | 존경하는 선생님이 명명                                           | 스가짱, 가스   | 남역 | 1986년   |                                   |
| 亜湖千波        | 1월 15일  | 효고현 고베시                      | 야마테가쿠엔                     |                                                                  | 쿄톤           | 남역 | 1978년   |                                   |
| 아코 치나미     | 1월 15일  | 효고현 고베시                      | 야마테가쿠엔                     |                                                                  | 쿄톤           | 남역 | 1978년   |                                   |
| 麻みつる        | 9월 11일  | 도쿄도 츄오구                      | 토이타가쿠엔                     |                                                                  | 에몬           | 남역 | 1972년   |                                   |
| 아사 미츠루     | 9월 11일  | 도쿄도 츄오구                      | 토이타가쿠엔                     |                                                                  | 에몬           | 남역 | 1972년   |                                   |
| 芦沙織          | 11월 11일 | 효고현 아시야시                    | 아시야시립아시야고등학교         |                                                                  | 보케           | 남역 | 1987년   | 타테와키 죠제 (帯刀ジョゼ)로 개명 |
| 아시 사오리     | 11월 11일 | 효고현 아시야시                    | 아시야시립아시야고등학교         |                                                                  | 보케           | 남역 | 1987년   | 타테와키 죠제 (帯刀ジョゼ)로 개명 |
| 伊豆踊子        | 8월 13일  | 시즈오카현 이토시                  | 칸레이시라유리가쿠엔             | 이즈의 무히에서 아버지가 명명                                    | 치요에, 무-민  | 여역 | 1974년   |                                   |
| 이즈 요코       | 8월 13일  | 시즈오카현 이토시                  | 칸레이시라유리가쿠엔             | 이즈의 무히에서 아버지가 명명                                    | 치요에, 무-민  | 여역 | 1974년   |                                   |
| 潮はるか        | 5월 6일   | 도쿄도 분쿄구                      | 우츠노미야여자고등학교           | 아버지가 명명                                                    | 타마           | 여역 | 1981년   |                                   |
| 우시오 하루카   | 5월 6일   | 도쿄도 분쿄구                      | 우츠노미야여자고등학교           | 아버지가 명명                                                    | 타마           | 여역 | 1981년   |                                   |
| 克美仁          | 9월 6일   | 와카야마현 와카야마시              | 아마가사키고등학교               | 가족이 고안                                                      | 준짱, 오리-브  | 남역 | 1983년   |                                   |
| 카츠미 히로시   | 9월 6일   | 와카야마현 와카야마시              | 아마가사키고등학교               | 가족이 고안                                                      | 준짱, 오리-브  | 남역 | 1983년   |                                   |
| 賀茂鶴みき      | 5월 7일   | 오사카부 오사카시 니시구           | 킨란카이가쿠엔고등학교           |                                                                  | 카요           | 남역 | 1976년   |                                   |
| 카모즈루 미키   | 5월 7일   | 오사카부 오사카시 니시구           | 킨란카이가쿠엔고등학교           |                                                                  | 카요           | 남역 | 1976년   |                                   |
| 神奈吾衣        | 10월 3일  | 효고현 고베시 나가타구             | 고베야마테가쿠엔                 | 탄생월 (10월)에서 따옴                                           | 아사코         | 여역 | 1976년   |                                   |
| 칸나 아이       | 10월 3일  | 효고현 고베시 나가타구             | 고베야마테가쿠엔                 | 탄생월 (10월)에서 따옴                                           | 아사코         | 여역 | 1976년   |                                   |
| 北小路みほ      | 5월 8일   | 교토부 교토시                      | 쇼토쿠중학교                     | 출신지 지명                                                      | 포이           | 여역 | 1991년   |                                   |
| 키타코우지 미호 | 5월 8일   | 교토부 교토시                      | 쇼토쿠중학교                     | 출신지 지명                                                      | 포이           | 여역 | 1991년   |                                   |
| 北原千琴        | 6월 30일  | 도쿄도 나카노구                    | 도쿄문화학원                     |                                                                  | 마치코짱       | 여역 | 1979년   |                                   |
| 키타하라 치코토 | 6월 30일  | 도쿄도 나카노구                    | 도쿄문화학원                     |                                                                  | 마치코짱       | 여역 | 1979년   |                                   |
| 衣笠彰          | 9월 13일  | 도쿄도 토시마구                    | 케이카가쿠엔                     | 존경하는 상급생이 명명                                           | 비-바-, 포-루  | 남역 | 1974년   |                                   |
| 키누가사 아키라 | 9월 13일  | 도쿄도 토시마구                    | 케이카가쿠엔                     | 존경하는 상급생이 명명                                           | 비-바-, 포-루  | 남역 | 1974년   |                                   |
| 京三紗子        | 3월 11일  | 카나가와현 요코하마시 나카구       | 케이힌여자대학 고등부            |                                                                  | 잇짱           | 여역 |          | 쿄 미사 (京三紗)로 개명           |
| 쿄 미사코       | 3월 11일  | 카나가와현 요코하마시 나카구       | 케이힌여자대학 고등부            |                                                                  | 잇짱           | 여역 |          | 쿄 미사 (京三紗)로 개명           |
| 桐生のぼる      | 7월 11일  | 효고현 고베시 나가타구             | 니시다이중학교                   | 꼿꼿히 자란 오동나무를 본보기로                                  | 마유미         | 남역 | 1983년   | 후에 여역 전환                    |
| 키류 노보루     | 7월 11일  | 효고현 고베시 나가타구             | 니시다이중학교                   | 꼿꼿히 자란 오동나무를 본보기로                                  | 마유미         | 남역 | 1983년   | 후에 여역 전환                    |
| 呉竹晃          | 4월 29일  | 오사카부 토요나카시                | 아시야가쿠엔                     | 「카구야히메」                                                   | 치-코, 치카짱  | 남역 | 1974년   |                                   |
| 쿠레타케 히카루 | 4월 29일  | 오사카부 토요나카시                | 아시야가쿠엔                     | 「카구야히메」                                                   | 치-코, 치카짱  | 남역 | 1974년   |                                   |
| 紅ひとみ        | 5월 8일   | 후쿠시마현 이와키시                | 나코소고등학교                   | 지인이 명명                                                      | 오노짱, 미루쿠 | 여역 | 1985년   |                                   |
| 쿠레나이 히토미 | 5월 8일   | 후쿠시마현 이와키시                | 나코소고등학교                   | 지인이 명명                                                      | 오노짱, 미루쿠 | 여역 | 1985년   |                                   |
| 圭加々利        | 12월 15일 | 효고현 아마가사키시                | 하나조노중학교                   | 존경하는 선생님이 명명                                           | 마키           | 남역 | 1973년   |                                   |
| 케이 카가리     | 12월 15일 | 효고현 아마가사키시                | 하나조노중학교                   | 존경하는 선생님이 명명                                           | 마키           | 남역 | 1973년   |                                   |
| 高地ひろき      | 4월 16일  | 도쿄도 세타가야구                  | 도쿄죠가쿠칸                     |                                                                  | 나오짱         | 남역 | 1973년   |                                   |
| 코치 히로키     | 4월 16일  | 도쿄도 세타가야구                  | 도쿄죠가쿠칸                     |                                                                  | 나오짱         | 남역 | 1973년   |                                   |
| 小早川有希      | 8월 10일  | 도쿄도 시부야구                    | 세이카가쿠엔여자중학교           |                                                                  | 에치고짱       | 여역 | 1971년   |                                   |
| 코바야카와 유키 | 8월 10일  | 도쿄도 시부야구                    | 세이카가쿠엔여자중학교           |                                                                  | 에치고짱       | 여역 | 1971년   |                                   |
| 榊なお          | 1월 5일   | 시즈오카현 시마다시                | 호센고등학교                     | 자신이 고안                                                      | 마스           | 남역 | 1972년   |                                   |
| 사카키 나오     | 1월 5일   | 시즈오카현 시마다시                | 호센고등학교                     | 자신이 고안                                                      | 마스           | 남역 | 1972년   |                                   |
| 沙羅けい        | 9월 23일  | 오사카부 오사카시 히가시스미요시구 | 히가시오오타니고등학교           | 자신이 고안                                                      | 쿠미, 사라     | 남역 | 1989년   |                                   |
| 사라 케이       | 9월 23일  | 오사카부 오사카시 히가시스미요시구 | 히가시오오타니고등학교           | 자신이 고안                                                      | 쿠미, 사라     | 남역 | 1989년   |                                   |
| 三条有左        | 4월 8일   | 오사카부 오사카시                  | 이바라키시립히가시중학교         |                                                                  | 헤-챠코        | 남역 | 1974년   |                                   |
| 산죠 아리사     | 4월 8일   | 오사카부 오사카시                  | 이바라키시립히가시중학교         |                                                                  | 헤-챠코        | 남역 | 1974년   |                                   |
| 真さや希        | 5월 11일  | 오사카부 오사카시                  | 다카라즈카제1중학교              |                                                                  | 모카           | 남역 | 1971년   |                                   |
| 신 사야키       | 5월 11일  | 오사카부 오사카시                  | 다카라즈카제1중학교              |                                                                  | 모카           | 남역 | 1971년   |                                   |
| 高丘けい子      | 1월 9일   | 도쿄도 오오타구                    | 덴엔쵸후중학교                   | 존경하는 사람이 명명                                             | 하-보          | 여역 | 1972년   |                                   |
| 타카오카 케이코 | 1월 9일   | 도쿄도 오오타구                    | 덴엔쵸후중학교                   | 존경하는 사람이 명명                                             | 하-보          | 여역 | 1972년   |                                   |
| 鷹匠恵          | 6월 23일  | 효고현 고베시 나다구               | 무코가와가쿠인                   | 출신지와 본명                                                    | 메구           | 남역 | 1980년   |                                   |
| 타카쇼 메구미   | 6월 23일  | 효고현 고베시 나다구               | 무코가와가쿠인                   | 출신지와 본명                                                    | 메구           | 남역 | 1980년   |                                   |
| 貴津句美        | 11월 21일 | 오사카부 오사카시                  | PL가쿠엔중학교                   | 존경하는 사람이 명명                                             | 퐁코짱, 츠키짱 | 여역 | 1972년   |                                   |
| 타카츠 쿠미     | 11월 21일 | 오사카부 오사카시                  | PL가쿠엔중학교                   | 존경하는 사람이 명명                                             | 퐁코짱, 츠키짱 | 여역 | 1972년   |                                   |
| 玉寄ひかる      | 8월 14일  | 오사카부 오사카시 아베노구         | 카가와메이젠고등학교             |                                                                  | 마리짱         | 여역 | 1977년   | 소노 마유미 (苑真由美)로 개명     |
| 타마요세 히카루 | 8월 14일  | 오사카부 오사카시 아베노구         | 카가와메이젠고등학교             |                                                                  | 마리짱         | 여역 | 1977년   | 소노 마유미 (苑真由美)로 개명     |
| 珠るい子        | 2월 27일  | 오사카부 타카츠키시                | 세이안여자고등학교               |                                                                  | 리코           | 여역 | 1975년   |                                   |
| 타마 루이코     | 2월 27일  | 오사카부 타카츠키시                | 세이안여자고등학교               |                                                                  | 리코           | 여역 | 1975년   |                                   |
| 千里ひろみ      | 3월 25일  | 오사카부 오사카시 미나미구         | 테즈카야마가쿠인                 | 센리구릉에서 따서 아버지가 명명                                  | 노코           | 남역 | 1982년   | 치사토 히로 (千里ひろ)로 개명     |
| 치사토 히로미   | 3월 25일  | 오사카부 오사카시 미나미구         | 테즈카야마가쿠인                 | 센리구릉에서 따서 아버지가 명명                                  | 노코           | 남역 | 1982년   | 치사토 히로 (千里ひろ)로 개명     |
| 友ちはる        | 3월 4일   | 도쿄도 에도가와구                  | 이케다고등학교                   |                                                                  | 도토, 파루     | 여역 | 1973년   |                                   |
| 토모 치하루     | 3월 4일   | 도쿄도 에도가와구                  | 이케다고등학교                   |                                                                  | 도토, 파루     | 여역 | 1973년   |                                   |
| 登流路          | 1월 27일  | 미야자키현 미야코노죠시            | 아시야여자고등학교               | 언니의 예명                                                      | 코치미         | 여역 | 1972년   |                                   |
| 토류 미치       | 1월 27일  | 미야자키현 미야코노죠시            | 아시야여자고등학교               | 언니의 예명                                                      | 코치미         | 여역 | 1972년   |                                   |
| 央いおり        | 6월 1일   | 야마구치현 쿠가군                  | 일본대학부속사쿠라가오카고등학교 |                                                                  | 신짱           | 남역 | 1988년   | 나카 이오리 (なかいおり)로 개명   |
| 나카 이오리     | 6월 1일   | 야마구치현 쿠가군                  | 일본대학부속사쿠라가오카고등학교 |                                                                  | 신짱           | 남역 | 1988년   | 나카 이오리 (なかいおり)로 개명   |
| 夏季暉          | 7월 15일  | 와카야마현 나가군                  | 바이카여자고등학교               | 존경하는 선생님이 명명                                           | 야나, 낫짱     | 남역 | 1974년   |                                   |
| 나츠키 테루     | 7월 15일  | 와카야마현 나가군                  | 바이카여자고등학교               | 존경하는 선생님이 명명                                           | 야나, 낫짱     | 남역 | 1974년   |                                   |
| 汝鳥玲          | 4월 20일  | 오사카부 오사카시                  | 오사카부립스이타고등학교         | 아버지가 명명                                                    | 유-짱, 유-코   | 남역 |          | 나토리 레이 (汝鳥伶)로 개명       |
| 나토리 레이     | 4월 20일  | 오사카부 오사카시                  | 오사카부립스이타고등학교         | 아버지가 명명                                                    | 유-짱, 유-코   | 남역 |          | 나토리 레이 (汝鳥伶)로 개명       |
| 錦乃花世        | 11월 20일 | 도쿄도 코토구                      | 와요고쿠부다이여자고등학교       | 일본의 사계                                                      | 콘치           | 남역 | 1977년   | 니시키노 하나요 (錦野花世)로 개명 |
| 니시키노 하나요 | 11월 20일 | 도쿄도 코토구                      | 와요고쿠부다이여자고등학교       | 일본의 사계                                                      | 콘치           | 남역 | 1977년   | 니시키노 하나요 (錦野花世)로 개명 |
| 葉月しげる      | 8월 11일  | 오카야마현                         | 세이케이가쿠엔                   |                                                                  | 야노짱         | 남역 | 1980년   |                                   |
| 하즈키 시게루   | 8월 11일  | 오카야마현                         | 세이케이가쿠엔                   |                                                                  | 야노짱         | 남역 | 1980년   |                                   |
| 埴りお          | 11월 4일  | 오사카부 오사카시                  | 덴엔쵸후가쿠엔                   |                                                                  | 에미           | 남역 | 1973년   |                                   |
| 하니 리오       | 11월 4일  | 오사카부 오사카시                  | 덴엔쵸후가쿠엔                   |                                                                  | 에미           | 남역 | 1973년   |                                   |
| 隼あみり        | 6월 24일  | 오사카부 스이타시                  | 오테몬가쿠인                     | 「隼」은 은사에게, 「あみり」는 아버지가 대만에 대해서 생각해 냄 | 샤-짱          | 남역 | 1975년   |                                   |
| 하야부사 아미리 | 6월 24일  | 오사카부 스이타시                  | 오테몬가쿠인                     | 「隼」은 은사에게, 「あみり」는 아버지가 대만에 대해서 생각해 냄 | 샤-짱          | 남역 | 1975년   |                                   |
| 鳳城ひろき      | 4월 28일  | 효고현 다카라즈카시                | 고베쇼인죠시가쿠인               | 크게 날개치듯이                                                  | 케코           | 남역 | 1980년   |                                   |
| 호죠 히로키     | 4월 28일  | 효고현 다카라즈카시                | 고베쇼인죠시가쿠인               | 크게 날개치듯이                                                  | 케코           | 남역 | 1980년   |                                   |
| 帆波真琴        | 5월 17일  | 아오모리현 아오모리시              | 노와키중학교                     |                                                                  | 헷치, 마코토   | 남역 | 1973년   |                                   |
| 호나미 마코토   | 5월 17일  | 아오모리현 아오모리시              | 노와키중학교                     |                                                                  | 헷치, 마코토   | 남역 | 1973년   |                                   |
| 真桐彩          | 8월 2일   | 오사카부 오사카시 스미요시구       | 산료중학교                       |                                                                  | 얏코           | 남역 | 1985년   | 후에 여역 전환                    |
| 마기리 아야     | 8월 2일   | 오사카부 오사카시 스미요시구       | 산료중학교                       |                                                                  | 얏코           | 남역 | 1985년   | 후에 여역 전환                    |
| 真南ひろか      | 5월 3일   | 도쿄도 메구로구                    | 준신죠시가쿠엔                   |                                                                  | 카오           | 남역 | 1982년   |                                   |
| 마나 히로카     | 5월 3일   | 도쿄도 메구로구                    | 준신죠시가쿠엔                   |                                                                  | 카오           | 남역 | 1982년   |                                   |
| 毬れいか        | 7월 12일  | 교토부 교토시                      | 카미교중학교                     |                                                                  | 마리짱         | 여역 | 1974년   |                                   |
| 마리 레이카     | 7월 12일  | 교토부 교토시                      | 카미교중학교                     |                                                                  | 마리짱         | 여역 | 1974년   |                                   |
| 美詩える        | 11월 10일 | 도쿄도                             | 토키와마츠가쿠엔                 |                                                                  | 쿠베, 유우짱   | 남역 | 1973년   |                                   |
| 미시 에루       | 11월 10일 | 도쿄도                             | 토키와마츠가쿠엔                 |                                                                  | 쿠베, 유우짱   | 남역 | 1973년   |                                   |
| 美珠千代        | 7월 8일   | 오사카부 오사카시 스미요시구       | 오오타니가쿠엔                   |                                                                  | 치요짱         | 여역 | 1981년   |                                   |
| 미타마 치요     | 7월 8일   | 오사카부 오사카시 스미요시구       | 오오타니가쿠엔                   |                                                                  | 치요짱         | 여역 | 1981년   |                                   |
| 美甫まりか      | 8월 9일   | 도쿄도 오오타구                    | 코란여학교                       |                                                                  | 마리코, 마리짱 | 여역 | 1976년   |                                   |
| 미호 마리카     | 8월 9일   | 도쿄도 오오타구                    | 코란여학교                       |                                                                  | 마리코, 마리짱 | 여역 | 1976년   |                                   |
| 紋あみ          | 9월 27일  | 도쿄도 치요다구                    | 시미즈죠가쿠인                   | 프랑스어를 비틀음                                                | 텐코           | 여역 | 1976년   |                                   |
| 몬 아미         | 9월 27일  | 도쿄도 치요다구                    | 시미즈죠가쿠인                   | 프랑스어를 비틀음                                                | 텐코           | 여역 | 1976년   |                                   |
| 優しらべ        | 6월 15일  | 오사카부 오사카시                  | 사쿠라노미야고등학교             | 어머니가 고안                                                    | 미도리         | 여역 | 1974년   |                                   |
| 유우 시라베     | 6월 15일  | 오사카부 오사카시                  | 사쿠라노미야고등학교             | 어머니가 고안                                                    | 미도리         | 여역 | 1974년   |                                   |
| 佑月薫          | 5월 19일  | 후쿠오카현 후쿠오카시              | 다카라즈카시립호우바이중학교     |                                                                  | 쵼로           | 여역 | 1973년   |                                   |
| 유즈키 카오루   | 5월 19일  | 후쿠오카현 후쿠오카시              | 다카라즈카시립호우바이중학교     |                                                                  | 쵼로           | 여역 | 1973년   |                                   |
| 夢まどか        | 7월 27일  | 카나가와현 카와사키시              | 릿쇼죠시가쿠엔                   | 지인이 명명                                                      | 네모           | 여역 | 1981년   |                                   |
| 유메 마도카     | 7월 27일  | 카나가와현 카와사키시              | 릿쇼죠시가쿠엔                   | 지인이 명명                                                      | 네모           | 여역 | 1981년   |                                   |
| 美野真奈        | 6월 15일  | 시즈오카현 시미즈시                | PL가쿠엔                         | 존경하는 선생님이 명명                                           | 카미코         | 여역 | 1986년   |                                   |
| 요시노 마나     | 6월 15일  | 시즈오카현 시미즈시                | PL가쿠엔                         | 존경하는 선생님이 명명                                           | 카미코         | 여역 | 1986년   |                                   |
| 塁あづち        | 12월 4일  | 도쿄도 시부야구                    | 가쿠슈인 여자고등과              | 지인이 명명                                                      | 요-코          | 남역 | 1972년   |                                   |
| 루이 아즈치     | 12월 4일  | 도쿄도 시부야구                    | 가쿠슈인 여자고등과              | 지인이 명명                                                      | 요-코          | 남역 | 1972년   |                                   |
| 礼美良          | 11월 19일 | 오사카부 오사카시 이쿠노구         | 세이유고등학교                   |                                                                  | 논             | 남역 | 1978년   |                                   |
| 레미 료         | 11월 19일 | 오사카부 오사카시 이쿠노구         | 세이유고등학교                   |                                                                  | 논             | 남역 | 1978년   |                                   |
| 漣千央          | 12월 11일 | 도쿄도 시나가와구                  | 카와무라가쿠엔                   | 조부모가 명명                                                    | 유카           | 남역 | 1972년   |                                   |
| 렌 치오         | 12월 11일 | 도쿄도 시나가와구                  | 카와무라가쿠엔                   | 조부모가 명명                                                    | 유카           | 남역 | 1972년   |                                   |